# Clyde Hefer
Clyde Hefer, född den 12 april 1961, är en australisk roddare.
Han tog OS-brons i åtta med styrman i samband med de olympiska roddtävlingarna 1984 i Los Angeles.